# National Rugby League 1911
La New South Wales Rugby Football League de 1911 fue la cuarta temporada del torneo de rugby league más importante de Australia.

## Formato
Los clubes se enfrentaron en una fase regular de todos con todos en condición de local y de visitante, los dos mejores equipos en la fase regular clasificaron a la postemporada.
Se otorgaron 2 puntos por el triunfo, 1 por el empate y ninguno por la derrota.

## Desarrollo

### Tabla de posiciones
| Pos. | Equipo                  | Encuentros | Encuentros | Encuentros | Encuentros | Tantos | Tantos | Tantos | Puntos |
| Pos. | Equipo                  | PJ         | PG         | PE         | PP         | F      | C      | Dif    | Puntos |
| ---- | ----------------------- | ---------- | ---------- | ---------- | ---------- | ------ | ------ | ------ | ------ |
| 1    | Glebe                   | 14         | 11         | 0          | 3          | 244    | 88     | +156   | 22     |
| 2    | Eastern Suburbs         | 14         | 9          | 2          | 3          | 208    | 129    | +79    | 20     |
| 3    | South Sydney            | 14         | 9          | 2          | 3          | 188    | 117    | +71    | 20     |
| 4    | Newtown Jets            | 14         | 6          | 3          | 5          | 154    | 120    | +34    | 15     |
| 5    | Annandale               | 14         | 5          | 1          | 8          | 113    | 184    | -71    | 11     |
| 6    | North Sydney Bears      | 14         | 4          | 1          | 9          | 138    | 209    | -71    | 9      |
| 7    | Western Suburbs Magpies | 14         | 4          | 1          | 9          | 116    | 189    | -73    | 9      |
| 8    | Balmain                 | 14         | 3          | 0          | 11         | 130    | 255    | -125   | 6      |

|  | Finalistas. |

#### Final
| 9 de septiembre | Eastern Suburbs | 22 - 9 | Glebe |  |  |

| 16 de septiembre | Eastern Suburbs | 11 - 8 | Glebe |  |  |

| Bandera de Australia    |
| Campeón Eastern Suburbs |
| Primer título           |